# 카만 어틸러
카만 어틸러(헝가리어: Kámán Attila, 1969년 11월 20일 ~ )는 헝가리 출신의 축구 선수이다.
1994년 유공 코끼리 (현 제주 유나이티드)에 입단하여 1994 시즌부터 1995 시즌까지 두 시즌 동안 활약하였다. K리그에서 등록명은 아틸라를 사용하였다